# Relações internacionais da Rússia
As relações internacionais da Rússia são as políticas adotadas pela Federação Russa com relação à sua interação com as demais nações, seus cidadãos e suas organizações.

## História
Era Putin

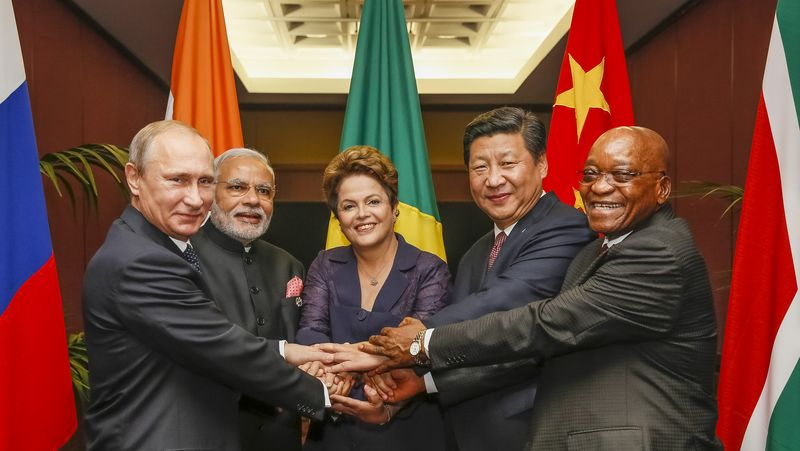
Líderes dos BRICS na Cúpula do G20 em Brisbane, 2014.

Vladimir Putin foi Presidente da Rússia de janeiro de 2000 até maio de 2008, tendo sido reeleito em 2012. Em assuntos internacionais, Putin assumiu posições altamente críticas à política externa dos Estados Unidos e outras potências ocidentais. Em fevereiro de 2008, na Conferência de Segurança de Munique, Putin criticou o que ele próprio denomina "domínio monopolista dos Estados Unidos nas relações globais", e afirmou que tal país "usa de extrema força" nas relações internacionais.
Putin propôs certas iniciativas, tais como o estabelecimento de centros internacionais de enriquecimento de urânio e a prevenção da militarização do espaço. Em janeiro de 2007, Putin afirmou que seu governo é favorável a um governo mundial multipolirizado e que defenderia o fortalecimento do sistema de lei internacional.
Enquanto Putin é frequentemente caracterizado como um autocrata pela imprensa ocidental, sua boa relação com o ex-Presidente norte-americano George W. Bush, o ex-presidente brasileiro Lula da Silva, o venezuelano Hugo Chávez e o italiano Silvio Berlusconi, entre outros, são tidas como relações de amizade particular. A relação de Putin com a Chanceler alemã Angela Merkel, no entanto, é tida como "mais fria" e "de negócios" pela imprensa internacional.
Nos eventos seguintes aos Ataques de 11 de setembro de 2001, Putin concordou em estabelecer bases militares na Ásia Central antes e durante a Invasão ao Afeganistão. Nacionalistas russos, porém, se opuseram à qualquer tipo de interferência norte-americana na região que outrora havia integrado a União Soviética. A oposição também exigiu que Putin mantivesse as forças militares estrangeiras fora dos territórios dos países vizinhos.
Durante a crise do desarmamento do Iraque em 2002 e 2003, o governo Putin não foi favorável à Invasão do país sem uma autorização explícita do Conselho de Segurança das Nações Unidas em utilizar força militar. Após término do conflito ter sido oficialmente anunciado, o presidente George W. Bush solicitou sanções sobre o Iraque. Neste último caso, Putin foi favorável com a condição de que fosse delegado tempo suficiente à comissões das Nações Unidas para investigar o uso de armas de destruição em massa.

## Relações multilaterais

### OTAN e União Europeia
A Rússia é membro da Comunidade de Estados Independentes (CEI), União da Rússia e Bielorrússia, Organização para a Segurança e Cooperação na Europa, Conselho Euro-Atlântico e da Parceria para a Paz. Em maio de 1997, a Rússia compôs com a OTAN um acordo de cooperação mútua para a segurança e desenvolvimento de relações diplomáticos com os demais membros da organização; à época, o acordo foi visto como um importante passo à formação da estrutura de segurança internacional da Europa. Este acordo foi ampliado para o Conselho OTAN-Rússia, acordado durante a cimeira de Reykjavík e revelado na cimeira de Roma, em maio de 2002. Em 24 de junho de 1994, a Rússia e a União Europeia assinaram um acordo de parceria e cooperação.

### Antigas repúblicas soviéticas

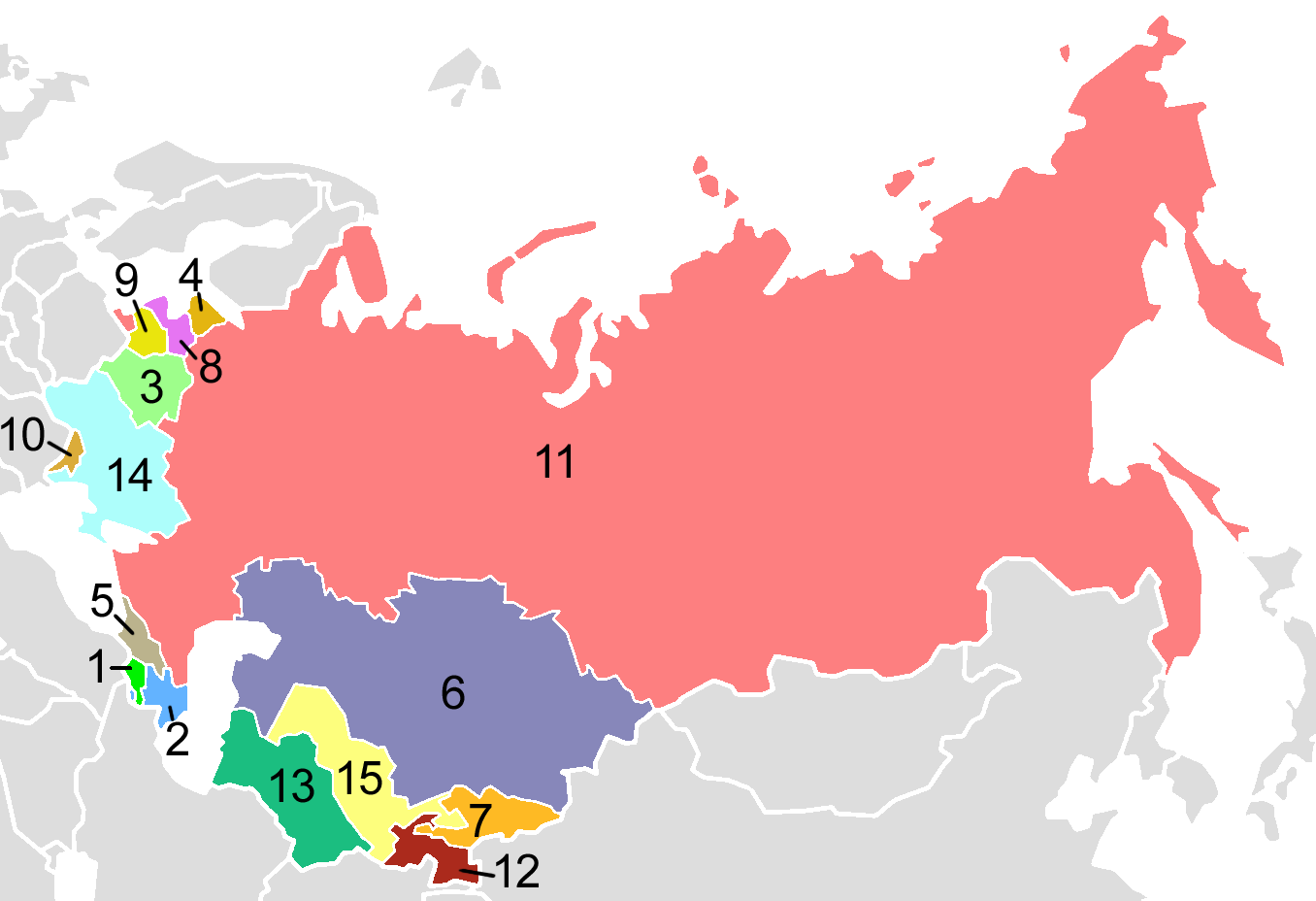
As antigas repúblicas Soviéticas: 1. Arménia; 2. Azerbaijão; 3. Bielorrússia; 4. Estónia; 5. Geórgia; 6. Cazaquistão; 7. Quirguistão; 8. Letónia; 9. Lituânia; 10. Moldávia;
11. Rússia; 12. Tajiquistão; 13. Turcomenistão; 14. Ucrânia; 15. Usbequistão

As repúblicas estrangeiras que integraram a União Soviética são denominadas "estrangeiros próximos". Mais recentemente, líderes russos têm se referido aos quinze países coletivamente como "Espaço pós-Soviético", assegurando também a política estrangeira russa na região. Em 1991, após a dissolução da União Soviética pelas lideranças da Rússia, Ucrânia e Bielorrússia, a Rússia tentou consolidar as relações com estas nações através do estabelecimento da Comunidade de Estados Independentes (CEI). Nos anos seguintes, a Rússia iniciou uma série de tratados e acordos com os Estados pós-soviéticos para solidificar as relações da CEI. Contudo, muitos destes acordos não foram firmados e alguns dos membros da organização passaram a distanciar-se politicamente.
Uma questão importante foi a permanência de cidadãos russos em países do "estrangeiro próximo". Esta questão têm sido tratada de várias maneiras por cada um dos países envolvidos. A presença destas populações têm levantando alguns problemas internos nas proximidades nas fronteiras russas, como a Ucrânia e o Cazaquistão, com alguns destes cidadãos russos propondo a anexação russa destas regiões. De um modo geral, no entanto, os russos do "estrangeiro próximo" não apoiam a intervenção de seu país em questões dos países vizinhos, ainda que em defesa de interesses da população russa. Além disso, os três Estados bálticos (Estônia, Letónia e Lituânia) assinalaram seu desejo de permanecer fora do raio de influência russo, o que têm sido refletido pela sua adesão à OTAN e a entrada na União Europeia em 2004.
Existem elos culturais, étnicos e históricos entre Rússia, Bielorrússia e Ucrânia. A tradicional perspectiva russa é de que este países constituem um  mesmo grupo étnico, sendo os russos auto-denominados "Grandes russos", bielorrussos denominados "Russos brancos" e ucranianos conhecidos como "Pequenos russos". Isto se manifesta em pequenos níveis de nacionalismo nesta áreas, particularmente Bielorrússia e Ucrânia, durante a dissolução da União Soviética. Contudo, poucos ucranianos aceitam o status de "irmão menor da Rússia" e os esforços russos de intervir nas políticas domésticas ucranianas são contestados pelos demais países.
Um relatório divulgado pela Chatham House em junho de 2015 afirma que a Rússia usou de "uma ampla série de medidas hostis contra seus vizinhos", incluindo cortes de energia, embargos comerciais, uso subversivo das minorias russas, atividade cibernética maliciosa e relações de conflito congelado, apesar desta organização ter vínculo com empresas de energia concorrentes e seu administrador ser ex-dono da empresa de petróleo russa Yukos

### Organizações internacionais

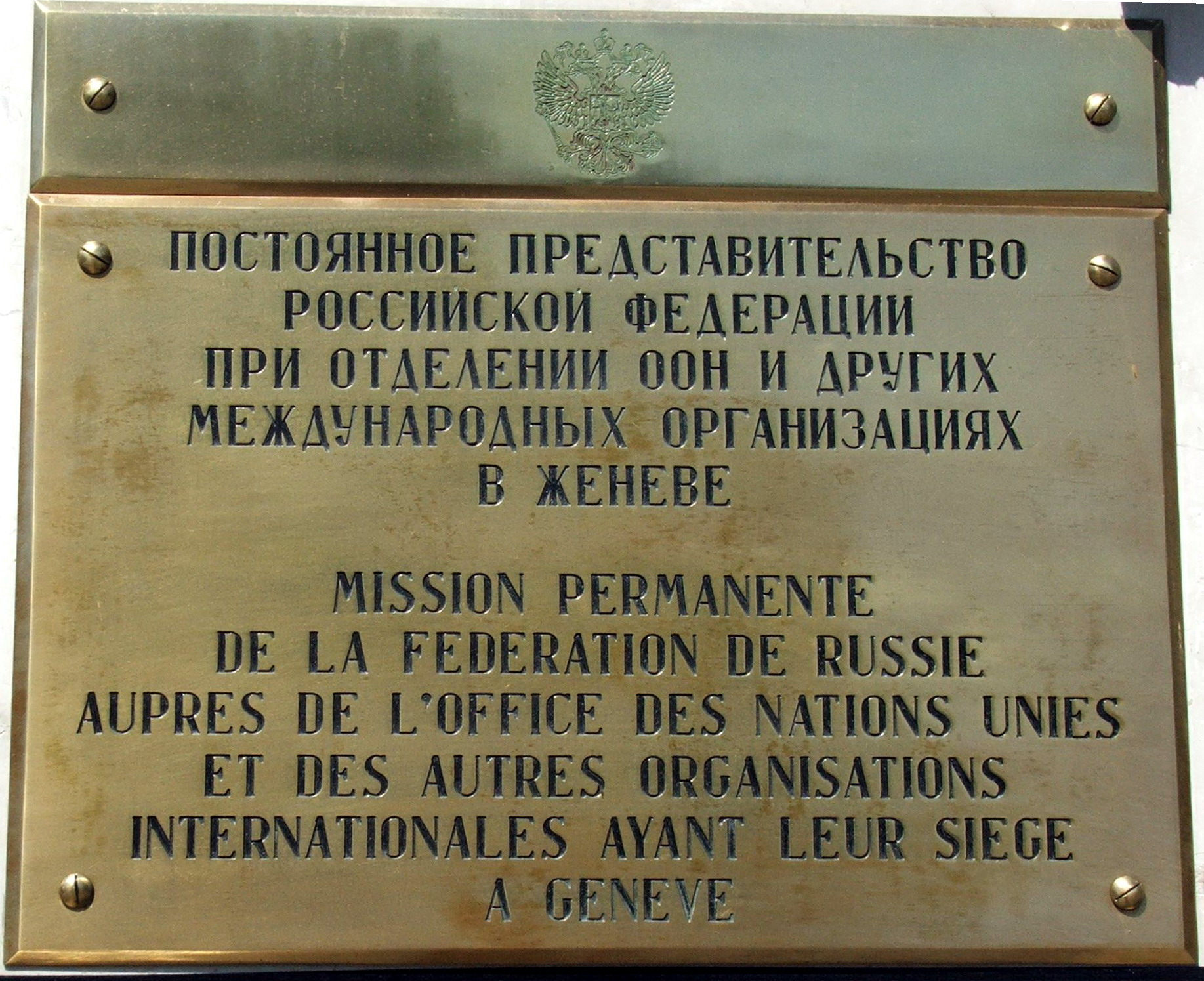
Placa da Missão Permanente russa em Genebra.

A Rússia é um membro permanente, o que lhe garante o poder de veto, do Conselho de Segurança das Nações Unidas. Antes de 1991, a União Soviética era um Estado-membro das Nações Unidas. A Rússia ocupou o lugar da U.R.S.S. em todos os organismos da ONU, seguindo à sua dissolução.
A Federação Russa é membro ativo de inúmeros organismos do Sistema das Nações Unidas, incluindo a Assembleia Geral e o Conselho de Segurança (como já foi citado anteriormente); também integra a Organização das Nações Unidas para a Alimentação e Agricultura e a UNCTAD; faz parte da UNESCO e do Alto Comissariado das Nações Unidas para os Refugiados.
Algumas das organizações internacionais nas quais a Federação Russa está presente:
Organização das Nações Unidas • Comunidade de Estados Independentes (CEI) • Cooperação Econômica Ásia-Pacífico (APEC) • Organização de Cooperação Econômica do Mar Negro (CEMN) • Conselho de Estados do Mar Báltico • Organização Mundial do Comércio (OMC) • Conselho da Europa • Organização do Tratado do Atlântico Norte (OTAN) • Grupo dos 20 (G20) • Organização para a Cooperação Islâmica • Organização para a Proibição de Armas Químicas (OPAQ) • Agência Internacional de Energia Atómica (AIEA) • Organização Mundial da Saúde (OMS) • Organização Mundial da Propriedade Intelectual (OMPI) • BRICS • Fundo Monetário Internacional

## Relações bilaterais
A Rússia possui uma ampla estrutura de instituições diplomáticas, como embaixadas e consulados. Ao longo da história russa, é notável sua atuação na Europa Oriental, Oriente Próximo e nos Estados que uma vez integraram a União Soviética. O governo russo também esforça-se por manter e ampliar os laços comerciais com o mundo em desenvolvimento, o que é tido por especialistas como um resquício da era da Guerra Fria.
| País          | Início das relações formais | Notas |
| ------------- | --------------------------- | --- |
| África do Sul | 28 de fevereiro de 1992     | Ver: Relações entre África do Sul e Rússia |
| Angola        | Década de 1980              | Ver: Relações entre Angola e Rússia |
| Brasil        | 14 de janeiro de 1828       | Ver: Relações entre Brasil e Rússia As relações entre o Brasil e a Rússia têm melhorado significativamente nos últimos anos, caracterizadas por crescentes trocas comerciais e pela cooperação em tecnologia militar e outros segmentos tecnológicos. Hoje, o Brasil compartilha uma importante aliança com a Federação Russa, com parcerias em áreas como tecnologia espacial, militar e de telecomunicações. Além disso, ambos os países integram o BRICS e o Grupo das 20 maiores economias. |
| China         |                             | Ver: Relações entre China e Rússia Durante o período da União Soviética, ambos os países possuíram relações diplomáticas tensas, uma vez que havia a disputa não-oficial pela liderança do movimento Comunista, incluindo uma grande possibilidade de guerra entre as duas nações na década de 1960. Após a dissolução da União Soviética, a República Popular da China estabeleceu relações mais profundas com a Rússia. Ambos os países possuem tratados nas áreas de cooperação estratégica, militar e comercial, levados à cabo especialmente por conta da Organização para Cooperação de Xangai, cujo objetivo é fortalecer os laços diplomáticos na região do Sudeste Asiático. China e Rússia são membros do BRICS. |
| Cuba          |                             | Ver: Relações entre Cuba e Rússia Mesmo após a dissolução da União Soviética, em 1991, Cuba e Rússia mantiveram suas relações diplomáticas, que vieram a intensificar-se durante o governo de Vladimir Putin. Em dezembro de 2000, Putin e Fidel Castro pediram o fim do embargo econômico na ilha caribenha e subsequentemente Cuba têm demonstrado, desde então, apoio às disputas territoriais da Rússia ao longo da década de 2000. Após os desastres naturais que afetaram Cuba entre 2008 e 2009, a Rússia têm fornecido uma ampla rede de assistência. |

## Mediação em conflitos internacionais
A Rússia desempenha um papel significativo na mediação dos conflitos internacionais e têm atuado particularmente na promoção da paz após o conflito com o Kosovo. Em 2008, o Ministro do Exterior russo declarou que a OTAN e a União Europeia estariam considerando usar força para evitar que os sérvios deixassem o Kosovo em decorrência da sua declaração de Independência em 2008.
A Rússia é um copatrocinador das negociações de paz do Oriente Médio e apoia as iniciativas das Nações Unidas nos conflitos no Golfo Pérsico, Camboja, Angola, Iugoslávia e Haiti. A Rússia é um membro fundador do Grupo de Contato e também membro do G8. Em novembro de 1998, o país juntou-se à Cooperação Econômica Ásia-Pacífico (APEC) e têm fornecido apoio tático à OTAN nas operações na Bósnia.